# Rijksheerlijkheid Mechernich
Mechernich was een rijksheerlijkheid binnen het Heilige Roomse Rijk. De heerlijkheid was niet bij een kreits ingedeeld.
De plaats Mechernich in Noordrijn-Westfalen werd voor het eerst in 1166 vermeld. In de veertiende eeuw behoorde Mechernich bij het hertogdom Gulik. 
De helft van de heerlijkheid kwam in 1435 aan de familie Frambach von Birgel. Deze familie bezat ten gevolge van een huwelijk sinds 1312 de ridderzetel van Rode (ook Rath of Rhade) in het naburige Roggendorf (nu een stadsdeel van Mechernich). In 1488 ging het bezit over aan het huis Nesselrath door het huwelijk van Eliabeth van Birgel met Willem van Nesselrode. Omstreeks 1705 volgde de familie van Twickel. In 1771 stond de familie van Twickel hun helft van Mechernich, slot Rode en de heerlijkheid Harzheim af aan het hertogdom Arenberg.
De tweede helft van de heerlijkheid kwam in het bezit van de graven van Blankenheim. In 1674 ging het bezit over aan de familie Nesselrode en omstreeks 1700 aan de tak Nesselrode-Reichenstein.
In 1794 werden beide delen door Frankrijk bezet en in 1797 bij Frankrijk ingelijfd. Het Congres van Wenen voegde de voormalige heerlijkheid in 1815 bij Pruisen.